# وات تايلر

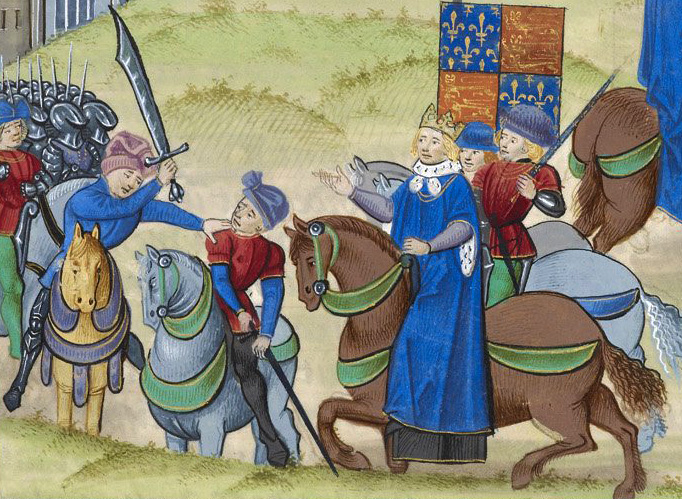
مقتل وات تايلر

متمرد إنكليزي قام عام 1381 بقيادة ثورة عرفت بثورة الفلاحين وانتشر تمرده في الريف والمدن والبلدات حيث قاد العمال الأحرار والمزارعين الصغار والحرفيين في اعتراضهم على ضريبة الخراج (ضريبة على الأفراد) التي فرضت في تلك السنة والتنظيمات الإدارية التي تم وضعها بعد الموت الأسود (الطاعون الذي اجتاح أوروبا في القرن الثالث عشر).
اختير قائدا في 7 يونيو وقادهم للاستيلاء على كانتربري يوم 10 وقصر جون أوف غونت عم الملك يوم 13 وبرج لندن 14 وفي يوم 15 تلاقى مع جنود الملك في سميث فيلدز وجرح بشدة وأخذوه لمستشفى القديس بارثولوميو حيث أخذ وقطع رأسه بأمر من عمدة لندن.